# Vía Colectora T del Carmen-Pedernales
La Vía Colectora T del Carmen-Pedernales (E382) es una vía secundaria de sentido oeste-este ubicada en la Provincia de Manabí.  Esta se inicia en la Troncal del Pacífico (E15) a la altura de la localidad de Pedernales. A partir de Pedernales, la colectora se extiende en sentido general oriental hasta finalizar su recorrido en la Vía Colectora Santo Domingo-Rocafuerte (E38) en el área conocida como la T del Carmen en la localidad del mismo nombre cerca de la frontera interprovincial  Manabí/Santo Domingo de los Tsáchilas

## Localidades Destacables
De Oeste a Este:
- Pedernales, Manabí
- El Carmen, Manabí

- Datos: Q9095191